# Морская полиция: Новый Орлеан (6-й сезон)
Шестой сезон американского телесериала «Морская полиция: Новый Орлеан» премьера которого состоялась на канале CBS 24 сентября 2019 года, заключительная серия сезона вышла 19 апреля 2020 года. Сезон состоит из двадцати серий.

## В ролях

### Основной состав
| Исполнитель           | Имя                         | В ролях    | Повторяющийся персонаж |
| --------------------- | --------------------------- | ---------- | ---------------------- |
| Скотт Бакула          | Дуэйн Кассий «Король» Прайд | весь сезон | н/д                    |
| Лукас Блэк            | Кристофер «Крис» ЛаСалль    | 6 эпизодов | н/д                    |
| Vanessa Ferlito       | Тэмми Григорио              | весь сезон | н/д                    |
| Некар Задеган         | Ханна Кури                  | весь сезон | н/д                    |
| Роб Керкович          | Себастьян Лунд              | весь сезон | н/д                    |
| Дэрил "Холод" Митчелл | Паттон Плейм                | весь сезон | н/д                    |
| Си Си Эйч Паундер     | доктор Лоретта Уэйд         | весь сезон | н/д                    |

## Эпизоды
| № | #  | Название                                              | Режиссёр          | Сценарист                       | Дата показа в США | Зрители США (миллионы) |
| --- | -- | ----------------------------------------------------- | ----------------- | ------------------------------- | ----------------- | ---------------------- |
| 120 | 1  | «Judgment Call» «Судный звонок»                       | Джеймс Хейман     | Кристофер Сильвер               | 24 сентября 20019 | 6.66                   |
| Прайд должен сократить свой отпуск, когда Ханна отстранена от работы за нарушение протокола во время совместного расследования с ФБР. |    |                                                       |                   |                                 |                   |                        |
| 121 | 2  | «The Terminator Conundrum» «Загадка Терминатора»      | Эдвард Орнелас    | Ян Нэш                          | 1 октября 2019    | 6.90                   |
| Морская полиция расследует крушение частного самолета после того, как пилот Военно-морского флота сказал, что видел неопознанный объект до крушения. Прайд страдает от бессонницы и ночных кошмаров в результате того, что ее похитили и накачали наркотиками в прошлом году.                                                         |    |                                                       |                   |                                 |                   |                        |
| 122 | 3  | «Bad Apple» «Плохое яблоко»                           | Стейси К. Блэк    | Рон МакГи                       | 8 октября 2019    | 6.69                   |
| Прайд посещает Нью-Йорк после того, как он узнает, что недавно полученные доказательства ДНК были связаны со старым делом двадцати летней давности, когда он работал в офисе шерифа округа Джефферсон. |    |                                                       |                   |                                 |                   |                        |
| 123 | 4  | «Overlooked» «Внимание»                               | Гордон Лонсдейл   | Стефани Сенгупта                | 15 октября 2019   | 6.57                   |
| Частный центр содержания под стражей иммигрантов находится в центре кольца торговли людьми. Тем временем Ласалль и Себастьян отправились на поиски пропавшего брата Ласалль в Алабаме. |    |                                                       |                   |                                 |                   |                        |
| 124 | 5  | «Spies & Lies» «Шпионы и Ложь»                        | ЛеВар Бертон      | Брук Робертс                    | 22 октября 2019   | 6.64                   |
| Лейтенант военно-морского флота Макс Лэндри обращается за помощью в местное отделение в Новом Орлеане, когда подозревает, что его девушка-шпионка. Кроме того, Ласалль сталкивается с еще одним разрушительным тупиком, когда он ищет последнее известное местонахождение своего брата.                                               |    |                                                       |                   |                                 |                   |                        |
| 125 | 6  | «Matthew 5:9» «Матфея 5:9»                            | Майкл Зинберг     | Чед Гомес Криси                 | 5 ноября 2019     | 6.61                   |
| Ласалль надеется отомстить за убийство своего брата, отслеживая наркобизнес в Алабаме. Исследуя удаленную хижину, Ласалля застреливают и позже доставляют в больницу, где он умирает, оставляя команду опустошенными. Примечание: этот эпизод отмечает окончательное появление Лукаса Блэка в качестве регулярного персонажа сериала. |    |                                                       |                   |                                 |                   |                        |
| 126 | 7  | «Boom-Boom-Boom-Boom» «Бум-Бум-Бум-Бум»               | Мэри Лу Белли     | Талиция Раггс                   | 12 ноября 2019    | 6.41                   |
| После взрыва природного газа в кинотеатре команда Морской полиции обнаруживает, что газовая компания была взломана, и могут быть вызваны новые взрывы. |    |                                                       |                   |                                 |                   |                        |
| 127 | 8  | «The Order of the Mongoose» «Орден Мангуста»          | Роб Гринли        | Кэтрин Битти                    | 19 ноября 2019    | 6.89                   |
| Себастьян звонит команде Морской полиции, чтобы помочь в возможном случае похищения, когда сын высокопоставленного лица, которого ему поручили защищать, исчезает с местной концертной площадки. |    |                                                       |                   |                                 |                   |                        |
| 128 | 9  | «Convicted» «Осужденный»                              | Харт Бохнер       | Ян Нэш и Кристофер Силбер       | 26 ноября 2019    | 6.87                   |
| Когда обвиняемый убийца Ласаля, Эдди Барретт, освобождается после предоставления свидетеля алиби, Прайд и его команда продолжают собирать доказательства и обнаруживают, что Барретт контролирует вооруженный культ. |    |                                                       |                   |                                 |                   |                        |
| 129 | 10 | «Воздаяние» «Requital»                                | Майкл Цинберг     | Кристофер Силбер & Ян Нэш       | 17 декабря 2019   | 7.05                   |
| Прайд отрезан от команды и загнан в угол после того, как расследование дела Эдди Барретта раскрывает злонамеренный заговор. |    |                                                       |                   |                                 |                   |                        |
| 130 | 11 | «Восход плохой луны» «Bad Moon Rising»                | Лайонел Коулмэн   | Рон МакГи                       | 16 февраля 2020   | 5.24                   |
| Команда обеспокоена тем, что Себастьян становится недоступным, находясь под прикрытием в качестве нового рекрута. |    |                                                       |                   |                                 |                   |                        |
| 131 | 12 | «В ожидании Монро» «Waiting for Monroe»               | Джеймс Уитмор мл. | Сидней Митчелл                  | 23 февраля 2020   | 5.59                   |
| Команда должна выследить таинственную женщину-убийцу, ответственную за убийства в Афинах, Риме и Лондоне. Кроме того, сын Уэйда умоляет его позволить ему поехать в полицейскую поездку для статьи, которую он пишет о молодежной пропагандистской программе в NOPD.                                                                  |    |                                                       |                   |                                 |                   |                        |
| 132 | 13 | «Корень всего зла» «The Root of All Evil»             | Тесса Блейк       | Стефани Сенгупта & Кори Мур     | 1 марта 2020      | 5.56                   |
| Команда расследует убийство капитана "ягуара", которого обнаружила дома его дочь, единственная наследница его большого состояния. Себастьян запуган, когда его назначают во главе команды в первый день обучения Региональной группы по возможностям действий по обеспечению соблюдения (REACT).                                      |    |                                                       |                   |                                 |                   |                        |
| 133 | 14 | «Человек в красном костюме» «The Man in the Red Suit» | Джеймс Хейман     | Чад Гомез Криси & Жан Нэш       | 8 марта 2020      | 5.62                   |
| Когда Прайд не может заснуть из-за продолжающихся кошмаров о таинственном человеке в красном костюме, он проходит специализированное лечение, чтобы помочь ему выяснить личность этого человека. К команде присоединяется новый высокомерный офицер.                                                                                  |    |                                                       |                   |                                 |                   |                        |
| 134 | 15 | «Безжалостный» «Relentless»                           | Гордон Лонсдэйл   | Кэмерон Дюпюи                   | 15 марта 2020     | 6.35                   |
| Тэмми должна защитить Рейчел, одержимую исследованиями девочку-подростка, после того, как ее отец был застрелен в их доме, в то время как остальная часть команды ищет мотив. |    |                                                       |                   |                                 |                   |                        |
| 135 | 16 | «Гордость и предубеждение» «Pride and Prejudice»      | Харт Бокнер       | Брук Робертс                    | 15 марта 2020     | 5.83                   |
| Когда мужчина, выдающий себя за Ласалля, пытается освободить молодую женщину из тюрьмы, команда расследует как самозванца, так и заключенного. Кроме того, дочь Прайда наносит ему неожиданный визит. |    |                                                       |                   |                                 |                   |                        |
| 136 | 17 | «Пристрастный» «Biased»                               | ЛеВар Бёртон      | Талиция Раггс                   | 22 марта 2020     | 6.39                   |
| 137 | 18 | «Изменившаяся женщина» «A Changed Woman»              | Мэри Лу Белли     | Кэтерин Битти                   | 29 марта 2020     | 6.50                   |
| 138 | 19 | «Монолит» «Monolith»                                  | Диана Валентайн   | Сидни Митчелл & Чад Гомез Криси | 12 апреля 2020    | 5.88                   |
| 139 | 20 | «Хищники» «Predators»                                 | Гордон Лонсдэйл   | Стефани Сенгупта                | 19 апреля 2020    | 6.24                   |

## Производство

### Разработка
22 апреля 2019 года канал CBS продлил сериал на шестой сезон.